# Rasheeda

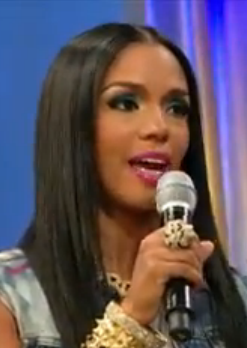
Rasheeda

Rasheeda Buckner-Frost (* 22. Mai 1982) ist eine US-amerikanische Rapperin.

## Karriere
Rasheeda stammt aus Atlanta, Georgia und ist auch bekannt als Queen of Crunk. Bevor Rasheeda ihren eigenen musikalischen Weg einschlug, war sie Mitglied der Girl-Group „Da Kapers“. Mit dem Album Dirty South startete sie ihre Solokarriere mit Gastauftritten von Kurupt, Kool Ace und Nelly. Ihr zweites Album, das stark kritisiert wurde, war A Ghetto Dream. Bis dahin war sie bei Blackground Records unter Vertrag; man fand sie auch auf Tracks von Petey Pablo. Zurzeit ist sie bei D-Lo Entertainment/Imperial Records unter Vertrag.
Ihr drittes Album GA Peach  erschien 2006 in den USA, außerdem war sie auf Tracks von Nivea Nash und der US-amerikanischen Girl-Band Cherish zu hören.
Ihr viertes Album Dat Type Of Gurl erschien 2007. Die erste Single dieses Albums war „Got That Good (My Bubblegum)“. Diese Single war auch der Klingelton in dem Kinofilm Der Kaufhaus Cop. Durch diesen Film wurden viele Leute, für die Rasheeda bis dahin unbekannt war, auf sie aufmerksam.

## Diskografie
Alben
- 2000: Dirty South
- 2002: A Ghetto Dream
- 2006: GA Peach
- 2007: Dat Type of Gurl
- 2009: Certified Hot Chick

Singles
- Do It feat. Pastor Troy, Quebo Gold & Re Re
- Get It On feat. Slim
- Off Da Chain feat. Jazze Pha
- Georgia Peach
- Touch Ya Toes
- Got That Good (My Bubblegum)
- Boss Chick
- Boss Chick Swag
- Ex Girl Friend